# زدبازی
زدبازی یک گروه موسیقی در رپ فارسی است که فعالیت خود را از سال ۱۳۸۱ آغاز کرد. این گروه از قدیمی‌ترین گروه‌های موسیقی رپ در ایران به‌شمار می‌رود و به عنوان پیشگام سبک گنگستا رپ در ایران شناخته می‌شود. اعضای زدبازی در تهران، لندن و پاریس فعالیت دارند.
ابتدا سه خوانندهٔ اصلی و اولیه گروه، سامان رضاپور (سامان ویلسون)، مهراد مستوفی‌راد (مهراد هیدن) و سهراب مصطفوی (سهراب ام‌جی) بودند. سیاوش جلالی (سیجَل)، علیرضا جزایری (علیرضا جی‌جی) و نسیم پاریزه (نسیم) نیز از سال ۱۳۸۴ به این گروه پیوستند.

## ریشه نام زدبازی
سامان ویلسون در مصاحبه‌ای با بی‌بی‌سی فارسی گفت:
سال اولی که من به انگلستان اومدم زندگی سختی داشتم. اون موقع من بودم و یکی از رفیقام به نام سهراب (البته نه سهراب خودمون!) توی اون یه سال من و سهراب آنقدر با هم بودیم که جریان زاخار (به معنی رفیق) پیش اومد. ما هر دفعه حال نداشتیم که این کلمه رو بگیم و به جاش می‌گفتیم «زد». مثلاً می‌گفتیم «چطوری زد؟»، «کجایی زد؟» خلاصه «زدبازی» بین من و این رفیقم بود.

## فعالیت هنری
اولین آهنگ آلبوم زاخارنامه به‌نام «تهران مال منه» در ۱۸ فروردین ۱۳۹۱ پخش شد. این آلبوم در تاریخ ۱۶ خرداد ۱۳۹۱ منتشر شد. مهراد هیدن، سهراب ام‌جی، سیجل، علیرضا جی‌جی و نسیم در این آلبوم حضور دارند. همچنین هیچ‌کس، بهزاد لیتو و آرش دارا در این آلبوم به‌عنوان خوانندهٔ مهمان حضور دارند.
زدبازی، تنها گروه رپ فارسی است که پنج آهنگ با پلی میلیونی در اسپاتیفای دارد. تا سال ۱۴۰۰ خورشیدی، پنج آهنگ از آهنگ‌های زدبازی به‌نام تابستون کوتاهه، بچه محل، سیگار صورتی، نکنی باور و چرا بدی هر کدام بیش از یک میلیون بار در اسپاتیفای پلی شدند. سیگار صورتی، نکنی باور و چرا بدی جزئی از آلبوم زاخارنامه هستند. «سیگار صورتی»، ترانه‌ای است که نام آن با توجه به رواج سیگارهای رنگی میان دختران در آن زمان، انتخاب شده و بخشی از ورس مهراد هیدن در این آهنگ، اشاره به اوردوز نامزد سابقش دارد. «نکنی باور» با همراهی بهزاد لیتو خوانده شده و «چرا بدی» که دیس به پیشرو به‌شمار می‌رود، همکاری با سروش هیچ‌کس است.
در اسفند ۱۳۹۲ مهراد هیدن و تارا صلاحی آهنگی را به نام پس چی شد به نوید شاهسوندی اسکی‌باز و دوست صمیمی اعضای گروه زدبازی که بر اثر سانحه‌ای در پیست اسکی درگذشت، تقدیم کردند.
در سال ۲۰۱۴، آلبوم «پیر شدیم ولی بزرگ نه ۱» ساخته شد که خواننده‌های اصلی این آلبوم جی‌جی، سیجل، نسیم و خواننده‌های مهمان این آلبوم بهزاد لیتو، سامی لو، سیاوش راد، کرنلا، سینا مافی، سپهر خلسه، عرفان، مجیکو، پایا و سهراب ام‌جی بودند. این آلبوم، پس از آلبوم زاخارنامه اولین آلبومی بود که به نام زدبازی منتشر شد. این در حالی بود که مهراد هیدن و سامان ویلسون به دلایلی از علیرضا جی‌جی، سیجل و نسیم جدا شده بودند و در این آلبوم حضور نداشتند. دلیل اصلی این جدایی هم اختلاف هیدن و ویلسون با جی‌جی بود.
در ادامه نوبت به هیدن و ویلسون رسید تا آلبومی را منتشر کنند. آن‌ها آلبومی به نام «بزرگ: جلد ۲» منتشر کردند که سهراب ام‌جی هم در این آلبوم حضور داشت و این آلبوم تحت نام زدبازی نبود.
در بین همین چند آلبوم بود که جی‌جی، سیجل و نسیم، آلبوم پیر شدیم ولی بزرگ نه ۲ را منتشر کردند.
در سال ۲۰۱۷ آلبوم بعدی که تنها به نام هیدن بود و تونل نام داشت منتشر شد. در این آلبوم ویلسون، ام‌جی، سیجل، آرش دارا، زخمی و کنیس به عنوان خوانندهٔ مهمان حضور داشتند.
در همین سال سهراب ام‌جی آلبومی به نام یکسین را منتشر کرد. هیدن، جی‌جی، سیجل، نسیم و بهزاد لیتو خواننده‌های مهمان این مجموعه بودند. ام‌جی در قطعهٔ «ما» از این آلبوم به منحل شدن زدبازی اشاره می‌کند. ساخت این آلبوم را علیرضا جی‌جی بر عهده داشت.

### آهنگ تابستون کوتاهه
«تابستون کوتاهه» تک‌آهنگی است که در تابستان ۱۳۸۶ توسط گروه زدبازی اجرا شد و با استقبال مخاطبان همراه گردید. خوانندگان این آهنگ مهراد هیدن، نسیم، علیرضا جی‌جی، سیجل و سامان ویلسون بودند و همان‌طور که در مستند زدبازی بیان شد آهنگساز این قطعه علیرضا جی‌جی بوده است که ابتدا بیت را در پاریس ساخته و سپس در ایران کامل کرد و سامان ویلسون و مهراد هیدن بعد از شنیدن بیت، به آیندهٔ موفق آهنگ پی برده و خواهان حضور در آن شدند.
گروه زدبازی در مستندی به نام «از زیرزمین تا بامِ تهران»، ساخته اردشیر احمدی و منتشر شده توسط رادیو جوان، اظهار داشته‌اند که این کار یکی از بهترین کارهای گروه بوده و از مقبولیت عمومی نیز برخوردار است.

### تک‌آهنگ‌های فردی اعضا
تا به حال تک‌آهنگ‌های بسیاری از اعضای گروه زدبازی منتشر شده است مانند «تنگ‌بازی» و «منصفانه» از علیرضا جی‌جی، «فوق‌العاده» از سامی بیگی و بهزاد لیتو که سیجل از گروه زدبازی در آن حضور داشت و «اون یکیو میخواد» و «دروغ تعطیل» که از سهراب ام‌جِی پخش شده است.

### جدایی
پس از بازگشت سامان ویلسون، در گروه اختلافات زیادی در جریان بود که سرانجام باعث دو تکه شدن آن شد و در تاریخ ۹ مهر ۱۳۹۳ در فیس‌بوک گروه اعلام شد که گروه به دو قسمت مختلف تقسیم شده است:
| گروه | نفر اول      | نفر دوم    | نفر سوم    | نفر چهارم |
| ---- | ------------ | ---------- | ---------- | --------- |
| ۱    | سامان ویلسون | مهراد هیدن | سهراب ام‌جی |           |
| ۲    | علیرضا جی‌جی  | سیجل       | سهراب ام‌جی | نسیم      |

- سهراب ام‌جی به‌صورت مشترک در هر دو گروه حضور داشت.

### بازگشت
پس از گذشت سال‌ها از فروپاشی زدبازی، در اسفند ۱۳۹۸ تمامی اعضای گروه به‌طور مشترک عکسی از لوگوی گروه را در صفحات اینستاگرام خود منتشر کرده و به‌نوعی بازگشت زدبازی را اعلام کردند. سرانجام در خرداد ۱۳۹۹، دو تک‌آهنگ جداگانهٔ بچه محل و یخ را منتشر کردند. انتشار ترانهٔ یخ به دلیل رجزخوانی و انتقاد علیه هیچ‌کس و گروه ملتفت، حاشیه‌هایی را به همراه داشت. پیش از آن نیز اختلاف نظرهایی میان هیچ‌کس و گروه زدبازی دربارهٔ محتوا و مضمون ترانه‌های زدبازی، ارتباط زدبازی با سایت‌های شرط‌بندی و ریپورت شدن صفحهٔ امیر تتلو توسط هیچ‌کس وجود داشت که با انتشار این آهنگ، فضای موسیقی رپ در ایران تحت تأثیر اختلاف این رپرهای قدیمی قرار گرفت و ملتهب شد.

### واکنش فدایی
اشکان فدایی از اعضای گروه ملتفت (که هیچ‌کس نیز در آن گروه عضو بود) در آهنگی به نام دیگه تابلو شده که پاسخ یا دیس‌بک به گروه زدبازی به‌شمار می‌رفت، این گروه را مرتبط با سپاه پاسداران و حکومت خواند و محتوای آهنگ‌های زدبازی را به باد انتقاد گرفت. ادعای اشکان فدایی از جایی شروع می‌شود که سهراب ام‌جی در اردوی راهیان نور حاضر شد و شبکه سه سیما نیز مصاحبه‌ای با او انجام داد.

### جدایی نسیم
در سال ۲۰۲۰، نسیم نیز مانند اعضای دیگر خبر از بازگشت زدبازی داد. با این حال، در هیچ‌یک از دو سینگل ترک منتشر شده حضور نداشت. نسیم پس از بازگشت گروه و انتشار دو آهنگ یخ و بچه محل در مصاحبه‌ای اظهار کرد که برنامه‌گذار، علیرضا جی‌جی و سیجل برای کنسرت‌های اخیر از او دعوت نکرده‌اند اما با این حال از صدای ضبط‌شده‌اش استفاده کرده‌اند. همین امر موجب عدم حضور نسیم در آلبوم علیرضا جی‌جی و سیجل شده و آن‌ها در زمان بازگشت زدبازی نیز به او اطلاع نداده‌اند. در ادامه هم پس از همکاری نسیم و پارسالیپ، سپهر خلسه که در چند سال اخیر با اعضای زدبازی همکاری‌های فراوانی داشته به فحاشی به نسیم پرداخت. با وجود اعلام جدایی از زدبازی توسط نسیم، سامان ویلسون (مؤسس گروه) در یک لایو اینستاگرام مدعی شد که نسیم هنوز گروه را ترک نکرده است و افراد گروه در حال گفتگو با نسیم هستند. چندی بعد اما علیرضا جی‌جی اعلام کرد که نسیم از زدبازی جدا شده است.

### فحاشی در آهنگ‌ها
این گروه مدعی است که در آهنگ‌ها به شخص خاصی فحش نمی‌دهد یا به تعبیری فحش به هوا است. سهراب ام‌جی در مصاحبه‌ای با رادیو جوان گفته است که مخالف فحاشی ناموسی و فحش به‌صورت مستقیم به شخص خاصی است. مهراد هیدن نیز مدعی شد این کلمات همان چیزی است که ما و جوانان ایرانی در گفت‌وگو به کار می‌بریم. در ادامه نیز گفت بهتر است به جای خود کلمهٔ فحش به منظور پشت آن پی ببریم که ما منظور خاصی به شخصی نداریم.

## اعضا

### سهراب ام‌جی
سهراب مصطفوی (زادهٔ ۱۹ آبان ۱۳۶۴) که بیشتر با نام هنری سهراب ام‌جی شناختهٔ می‌شود، خوانندهٔ رپ و هیپ‌هاپ ایرانی عضو این گروه است. سهراب ام‌جی فعالیت هنری خود در سال ۱۳۸۲ را با گروه زدبازی آغاز کرده است. او در سال ۲۰۰۶ در مصاحبه با بی‌بی‌سی فارسی، نام خود را مخفف Master Joint به معنی «سلطان دود» عنوان کرد. سامان ویلسون، سهراب ام‌جی، مهراد هیدن و چندتن از دوستانشان گروه زدبازی را تشکیل دادند. در زمان تشکیل گروه آنها جوان بودند. وی به‌علت برخی از فعالیت‌هایش همانند حضور در راهپیمایی راهیان نور و موارد دیگر مورد اتهام حکومتی بودن قرار گرفته است.

### مهراد هیدن
مهراد مستوفی راد معروف به مهراد هیدن متولد 24 آذر 1363 در تهران، خواننده و آهنگ ساز ایرانی می‌باشد که در سبک رپ و راک و هیپ هاپ در اوایل به وجود آمدن رپ فارسی فعالیت خود را آغاز کرده‌است.

### سامان ویلسون
سامان ویلسون یکی از رپرهای ایرانی است که گفته می شود پایه گذار سبک رپ گانگستری است. او یکی از خوانندگان گروه زدبازی بوده است و این گروه را به همراه مهراد هیدن راه اندازی کرده است.

## ترانه‌شناسی

### آلبوم‌های استودیویی
- زاخارنامه (۱۳۹۱)

### تک‌آهنگ‌ها
| عنوان                      | سال  | عضو(ها)                                                       | آلبوم     |
| -------------------------- | ---- | ------------------------------------------------------------- | --------- |
| دیس آجیلی                  | ۲۰۰۲ | سامان ویلسون                                                  | N/A       |
| مهمونی                     | ۲۰۰۳ | سامان ویلسون، مهراد هیدن                                      | N/A       |
| کل کل                      | ۲۰۰۳ | سامان ویلسون، مهراد هیدن، سهراب ام‌جی                          | N/A       |
| آهنگامون خداست             | ۲۰۰۴ | سامان ویلسون، مهراد هیدن، سهراب ام‌جی                          | N/A       |
| پارتی                      | ۲۰۰۴ | سامان ویلسون، مهراد هیدن، سهراب ام‌جی                          | N/A       |
| از خزر تا خلیج فارس        | ۲۰۰۴ | سامان ویلسون، مهراد هیدن، سهراب ام‌جی                          | N/A       |
| دیس بک                     | ۲۰۰۴ | سامان ویلسون، مهراد هیدن                                      | N/A       |
| عروسک                      | ۲۰۰۴ | سامان ویلسون، مهراد هیدن، سهراب ام‌جی                          | N/A       |
| بریم فضا                   | ۲۰۰۵ | سامان ویلسون، سهراب ام‌جی، سیجل                                | N/A       |
| مال هم بودیم               | ۲۰۰۵ | سهراب ام‌جی، سیجل                                              | N/A       |
| واسه هر ایرانی             | ۲۰۰۵ | سامان ویلسون، هیچ‌کس                                           | N/A       |
| آماده باش                  | ۲۰۰۵ | مهراد هیدن، سهراب ام‌جی                                        | N/A       |
| بی‌حس                       | ۲۰۰۶ | سامان ویلسون، مهراد هیدن، سهراب ام‌جی، سیجل                    | N/A       |
| تابستون کوتاهه             | ۲۰۰۷ | سامان ویلسون، مهراد هیدن، علیرضا جی‌جی، سیجل، نسیم             | N/A       |
| گیتار کولی                 | ۲۰۰۸ | علیرضا جی‌جی، سیجل، نسیم                                       | N/A       |
| شهر تاریک                  | ۲۰۰۸ | مهراد هیدن، سهراب ام‌جی، علیرضا جی‌جی                           | N/A       |
| زندگی منه                  | ۲۰۰۹ | مهراد هیدن، سهراب ام‌جی، علیرضا جی‌جی، سیجل، نسیم               | N/A       |
| زمین صافه                  | ۲۰۰۹ | مهراد هیدن، سهراب ام‌جی، علیرضا جی‌جی، سیجل، نسیم               | N/A       |
| چون‌که دیوونتم              | ۲۰۰۹ | مهراد هیدن، سهراب ام‌جی، طاها کامی                             | N/A       |
| کوچه                       | ۲۰۰۹ | مهراد هیدن، سهراب ام‌جی، سیجل                                  | N/A       |
| ایرونی ال.ای.              | ۲۰۰۹ | مهراد هیدن، علیرضا جی‌جی، سیجل                                 | N/A       |
| کوکولی کو؟                 | ۲۰۰۹ | مهراد هیدن، علیرضا جی‌جی، سیجل                                 | N/A       |
| درو باز کن                 | ۲۰۱۰ | مهراد هیدن، علیرضا جی‌جی، سیجل                                 | N/A       |
| تلفات جنگ                  | ۲۰۱۰ | مهراد هیدن، علیرضا جی‌جی                                       | N/A       |
| داستان ما                  | ۲۰۱۰ | مهراد هیدن، علیرضا جی‌جی، نسیم                                 | N/A       |
| مثل من                     | ۲۰۱۰ | مهراد هیدن، علیرضا جی‌جی                                       | N/A       |
| پدر من (بد منو نگاه می‌کنه) | ۲۰۱۱ | مهراد هیدن، سهراب ام‌جی، علیرضا جی‌جی، سیجل                     | N/A       |
| Mysterious Eyes            | ۲۰۱۱ | سهراب ام‌جی، علیرضا جی‌جی، سیجل                                 | N/A       |
| بخند مصنوعی                | ۲۰۱۱ | مهراد هیدن، سیجل                                              | N/A       |
| تازه شروع زندگیمونه        | ۲۰۱۱ | مهراد هیدن، سهراب ام‌جی، علیرضا جی‌جی، سیجل، نسیم               | N/A       |
| ساعت وایسه                 | ۲۰۱۲ | مهراد هیدن، علیرضا جی‌جی، سیجل، نسیم، بهزاد لیتو، DJ AFX       | N/A       |
| تهران مال منه              | ۲۰۱۲ | مهراد هیدن، سهراب ام‌جی، علیرضا جی‌جی، سیجل                     | زاخارنامه |
| سیگار صورتی                | ۲۰۱۲ | مهراد هیدن، سهراب ام‌جی، علیرضا جی‌جی، سیجل، نسیم               | زاخارنامه |
| نکنی باور                  | ۲۰۱۲ | مهراد هیدن، سهراب ام‌جی، سیجل، نسیم، بهزاد لیتو                | زاخارنامه |
| دروغ تعطیل                 | ۲۰۱۲ | سهراب ام‌جی                                                    | N/A       |
| اوبی                       | ۲۰۱۳ | مهراد هیدن، سهراب ام‌جی، علیرضا جی‌جی                           | N/A       |
| بچّه محل                    | ۲۰۲۰ | سامان ویلسون، مهراد هیدن، سهراب ام‌جی، علیرضا جی‌جی، سیجل، یسنا | N/A       |
| یخ                         | ۲۰۲۰ | سامان ویلسون، مهراد هیدن، سهراب ام‌جی، علیرضا جی‌جی، سیجل       | N/A       |
| تهران میبینمت              | ۲۰۲۲ | سامان ویلسون، مهراد هیدن، سهراب ام‌جی، علیرضا جی‌جی، سیجل       | N/A       |